# دهشت‌زده
دهشت‌زده (به انگلیسی: Blood Simple) یک فیلم نئو نوآر آمریکایی محصول سال ۱۹۸۴ است. این فیلم توسط جوئل و اتان کوئن کارگردانی شده است و اولین تجربه بازی فرانسیس مک‌دورمند در یک فیلم بلند بود. 

## خلاصه داستان
دن هدایا در نقش «جولیان مارتی»، صاحب کافه‌ای در تکزاس، فردی به‌نام «وایسر» (ام. امت والش) را استخدام می‌کند تا همسرش «اَبی» (فرانسیس مک‌دورمند) و معشوقش به نام «ری» (جان گتز) را به قتل برساند. «وایسر» هنگامی که «ری» در خانه‌اش با ابی در خواب است، عکسی از آن دو می‌گیرد و نزد جولیان با نشان دادن عکس؛ تظاهر می‌کند که «ری» و «ابی» را به قتل رسانده است. او حق‌الزحمه را از جولیان مارتی می‌گیرد و با تفنگ «ابی» او را به قتل می‌رساند. زمانی که «ری» به کافه می‌آید و با جنازه «جولیان» و اسلحه «ابی» مواجه می‌شود، جسد را به خارج از شهر می‌برد تا دفن کند. اما بین راه متوجه می‌شود که «جولیان» هنوز زنده است و وی را می‌کشد...
| بررسی انتقادی | بررسی انتقادی |
| منبع          | رتبه‌بندی      |
| ------------- | ------------- |
| آل‌میوزیک      | [ ۲ ]         |